# 존 S. 매케인 주니어
존 S. 매케인 주니어(John S. McCain Jr., 본명: 존 시드니 매케인 주니어, John Sidney McCain Jr., 1911년 1월 17일 ~ 1981년 3월 22일)는 미국 태평양 사령부 사령관을 포함하여 1940년대부터 1970년대까지 분쟁에 참전한 미국 해군 제독이었다.
해군 장교의 아들이자 이름을 딴 매케인은 워싱턴 D.C.에서 자랐고 1931년 미국 해군사관학교를 졸업한 후 잠수함 복무에 입대했다. 제2차 세계 대전 동안 그는 여러 작전 지역에서 잠수함을 지휘했으며 여러 일본 선박을 침몰시키는 일을 담당했으며 결국 은성훈장(Silver Star)과 동성훈장(Bronze Star)을 모두 받았다. 전쟁이 끝난 후 그는 상륙전을 전문으로 하는 다양한 지휘권을 맡았다. 그는 1965년 미국의 도미니카 공화국 침공을 이끌었다. 그는 또한 워싱턴에서 법무실, 해군 정보국장 등 여러 직책을 맡아 정치 문제에 영향력을 행사했다. 그는 확고한 반공주의자였으며 강력한 해군력을 옹호함으로써 "미스터 시파워(Mr. Seapower)"라는 별명을 얻었다.